# Kačanov
Kačanov este o comună slovacă, aflată în districtul Michalovce din regiunea Košice. Localitatea se află la altitudinea de 98 m deasupra n.m., se întinde pe o suprafață de 5,78 km2 și în 2017 număra 450 de locuitori.

## Istoric
Localitatea Kačanov este atestată documentar din 1304.

## Demografie
| An:                | 1994 | 2004    | 2014    | 2024    |
| ------------------ | ---- | ------- | ------- | ------- |
| Număr de persoane: | 345  | 399     | 446     | 545     |
| Diferență:         |      | +15,65% | +11,77% | +22,19% |

| An:                | 2023 | 2024   |
| ------------------ | ---- | ------ |
| Număr de persoane: | 535  | 545    |
| Diferență:         |      | +1,86% |